# 세계문화 및 자연유산의 보호에 관한 협약
세계문화 및 자연유산의 보호에 관한 협약(영어: Convention Concerning the Protection of the World Cultural and Natural Heritage) 또는 줄여서 세계유산협약(世界遺産協約, The World Heritage Convention)은 1972년 11월 1일 제17차 유네스코 정기총회에서 논의되고 1972년 11월 23일 비준된 조약이다. 이 조약은 자연유산과 문화유산을 보호하기 위한 세계유산목록을 마련하고, 협약의 내용을 실행하기 위해 세계유산 위원회를 설립하였다. 이 협약은 1972년 11월 16일 유네스코 총회에서 채택되었으며, 같은 해 11월 23일 총회 의장 오기하라 토오루와 사무총장 르네 마우에가 조약을 서명했다. 이 협약은 유네스코의 기록보관소에 보관되어 있다. 대한민국은 1988년 9월 14일 해당 협약에 가입했다.
이 협약은 세계유산목록에 등재될 수 있는 문화유산과 자연유산의 정의를 규정하고, 각국 정부가 잠재적인 문화유산과 자연유산을 식별하고 이를 보호·보존할 책임이 있음을 명확히 하고 있다. 서명국은 자국 영토 내의 세계유산을 보호할 것을 약속하며, 그 보호 현황을 정기적으로 보고해야 한다. 또한 협약은 세계유산기금의 사용 및 관리 방식에 대해서도 규정하고 있다.

## 배경
1954년, 이집트 정부는 아스완 댐 건설을 결정하였고, 완공 이후 생기는 저수지는 나일강 계곡의 광범위한 지역을 침수시킬 것으로 예상되었으며, 이 지역에는 고대 이집트와 고대 누비아의 문화 유산이 포함되어 있었다. 1959년, 이집트와 수단 정부는 유엔 교육과학문화기구(유네스코)에 멸실 위기에 처한 유적과 유물을 보호하고 구출하는 데 도움을 요청하였다. 1960년, 유네스코는 누비아 유적 구호 국제 캠페인을 발족하였다. 이 캠페인은 수백 개의 유적지에 대한 발굴과 기록, 수천 점의 유물 복원, 그리고 몇몇 중요한 사원의 고지대로의 이전으로 이어졌다. 그중 가장 유명한 사례는 아부 심벨 신전과 필레 신전의 이전이다. 이 활동은 8천만 달러(2020년 화폐가치 기준 약 2억 5천만 달러)가 소요되었으며, 50개국 이상의 지원을 받았다. 또한 이 캠페인은 이탈리아의 베네치아와 그 석호, 파키스탄의 모헨조다로, 인도네시아의 보로부두르 등 다른 보존 프로젝트들을 촉진하는 계기가 되었다. 이러한 성공을 계기로, 유네스코는 국제 기념물 유적 협의회(ICOMOS)와 함께 문화유산 보호에 관한 협약 초안을 공동으로 작성하게 되었다.
1965년, 미국에서는 백악관 회의가 열려 문화유산과 자연유산을 통합적으로 보호할 것을 제안하고, 전 세계의 소중한 자연 경관과 역사적 유적을 인류 전체와 미래 세대를 위해 보존하기 위한 ‘세계유산신탁기금(World Heritage Trust Fund)’의 설립을 촉구하였다. 국제자연보전연맹(IUCN)도 1968년에 유사한 제안을 내놓았으며, 이 제안은 1972년 스웨덴 수도 스톡홀름에서 열린 유엔 인간 환경 회의에서 논의되었다.

## 상정과 이행
유네스코가 초안한 협약 초안을 바탕으로 관련 당사자들은 최종적으로 하나의 문서에 합의하였다. 1972년 11월 16일, 파리에서 열린 제17차 유엔 교육과학문화기구(UNESCO) 총회에서 《세계문화 및 자연유산의 보호에 관한 협약》이 채택되었다. 같은 해 11월 23일, 유네스코 총회 의장 오기하라 토오루와 사무총장 르네 마우에가 이 협약에 서명하였다. 1973년, 미국이 이 협약을 최초로 비준한 국가가 되었다. 이 협약은 20개국이 비준함으로써 1975년 12월 17일에 정식 발효되었다.
1976년 11월, 세계유산협약 제1차 당사국 총회가 개최되었다. 이 회의는 매 2년마다 열리며, 세계유산 위원회 위원국을 선출하고, 각 당사국이 세계유산기금에 기여해야 하는 금액을 확정한다. 제1차 총회에서는 제1기 세계유산위원회 위원을 선출하고 《세계유산협약 운영지침》을 채택하였다. 이듬해인 1977년, 이 협약은 40번째 국가가 비준하면서 본격적인 이행에 들어갔고, 제1차 세계유산 위원회 회의가 열렸다. 이후 1978년에 열린 제2차 세계유산위원회 회의에서는 에콰도르의 갈라파고스 제도를 포함한 12개 유산이 최초의 세계유산으로 등재되었다.

## 회원국
2025년 기준 회원국은 아래와 같다.
| 국가             | 가입일          |
| ---------------- | --------------- |
| 미국             | 1973년 12월 7일 |
| 이집트           | 1973년 12월 7일 |
| 이라크           | 1973년 12월 7일 |
| 불가리아         | 1973년 12월 7일 |
| 수단             | 1973년 12월 7일 |
| 알제리           | 1973년 12월 7일 |
| 오스트레일리아   | 1973년 12월 7일 |
| 콩고 민주 공화국 | 1973년 12월 7일 |
| 나이지리아       | 1973년 12월 7일 |
| 니제르           | 1973년 12월 7일 |
| 이란             | 1973년 12월 7일 |
| 튀니지           | 1973년 12월 7일 |
| 요르단           | 1973년 12월 7일 |
| 에콰도르         | 1973년 12월 7일 |
| 프랑스           | 1973년 12월 7일 |
| 가나             | 1973년 12월 7일 |
| 시리아           | 1973년 12월 7일 |
| 키프로스         | 1973년 12월 7일 |
| 스위스           | 1973년 12월 7일 |
| 모로코           | 1973년 12월 7일 |
| 세네갈           | 1973년 12월 7일 |
| 폴란드           | 1973년 12월 7일 |
| 캐나다           | 1973년 12월 7일 |
| 파키스탄         | 1973년 12월 7일 |
| 독일             | 1973년 12월 7일 |
| 볼리비아         | 1973년 12월 7일 |
| 말리             | 1973년 12월 7일 |
| 노르웨이         | 1973년 12월 7일 |
| 가이아나         | 1973년 12월 7일 |
| 니제르           | 1973년 12월 7일 |
| 에티오피아       | 1973년 12월 7일 |
| 탄자니아         | 1973년 12월 7일 |
| 코스타리카       | 1973년 12월 7일 |
| 브라질           | 1973년 12월 7일 |
| 인도             | 1973년 12월 7일 |
| 파나마           | 1973년 12월 7일 |
| 네팔             | 1973년 12월 7일 |

## 참고

### 내용주
1. ↑  이 협약 제30조에는 “본 협약은 아랍어, 영어, 프랑스어, 러시아어, 스페인어로 작성되며, 이 다섯 언어의 본문은 동일한 효력을 갖는다”고 명시되어 있다. 위의 다섯 언어 외에도 유엔 교육과학문화기구(UNESCO)는 중국어, 포르투갈어, 히브리어 번역본도 제공하고 있다.[1]